# U.S. Open Cup de 1990
A U.S. Open Cup de 1990 foi a 77ª temporada da competição futebolística mais antiga dos Estados Unidos. St. Petersburg Kickers entra na competição defendendo o título.
O campeão da competição foi o American Athletic Club Eagles, conquistando seu primeiro título, e o vice campeão foi o Brooklyn Italians.

## Participantes
| Entram na Primeira Fase |
| - American Athletic Club Eagles - Brooklyn Italians - FC Dallas - Greek-American Athletic Club - Los Angeles Zamora - St. Louis Mike Duffy's - Philadelphia United German-Hungarians - St. Petersburg Kickers |

## Tabela
|  | Quarterfinals 13 Maio - 3 Junho | Quarterfinals 13 Maio - 3 Junho | Quarterfinals 13 Maio - 3 Junho |                   |     | Semifinals 1 Julho | Semifinals 1 Julho | Semifinals 1 Julho |  |  | Finals 28 Julho | Finals 28 Julho | Finals 28 Julho |  |
|  |                                 |                                 |                                 |                   |     |                    |                    |                    |  |  |                 |                 |                 |  |
|  | USASA                           | Mike Duffy's                    | 0                               |                   |     |                    |                    |                    |  |  |                 |                 |                 |  |
|  | USASA                           | Mike Duffy's                    | 0                               |                   |     |                    |                    |                    |  |  |                 |                 |                 |  |
|  | MSL                             | AAC Eagles                      | 1                               |                   |     |                    |                    |                    |  |  |                 |                 |                 |  |
|  | MSL                             | AAC Eagles                      | 1                               |                   | MSL | A.A.C. Eagles      | 3                  |                    |  |  |                 |                 |                 |  |
|  |                                 |                                 |                                 |                   | MSL | A.A.C. Eagles      | 3                  |                    |  |  |                 |                 |                 |  |
|  |                                 |                                 | LSSA                            | FC Dallas         | 0   |                    |                    |                    |  |  |                 |                 |                 |  |
|  | LSSA                            | FC Dallas                       | LSSA                            | FC Dallas         | 0   | 1                  |                    |                    |  |  |                 |                 |                 |  |
|  | LSSA                            | FC Dallas                       |                                 |                   |     |                    |                    |                    |  |  |                 |                 |                 |  |
|  | FSSL                            | St. Petersburg Kickers          | 0                               |                   |     |                    |                    |                    |  |  |                 |                 |                 |  |
|  | FSSL                            | St. Petersburg Kickers          | 0                               |                   | MSL | A.A.C. Eagles      | 2                  |                    |  |  |                 |                 |                 |  |
|  |                                 |                                 |                                 |                   |     |                    |                    |                    |  |  |                 |                 |                 |  |
|  |                                 |                                 | NESSL                           | Brooklyn Italians | 1   |                    |                    |                    |  |  |                 |                 |                 |  |
|  | CA                              | Los Angeles Zamora              | NESSL                           | Brooklyn Italians | 1   | 2                  |                    |                    |  |  |                 |                 |                 |  |
|  | CA                              | Los Angeles Zamora              |                                 |                   |     |                    |                    |                    |  |  |                 |                 |                 |  |
|  | SFSFL                           | Greek-American                  | 1                               |                   |     |                    |                    |                    |  |  |                 |                 |                 |  |
|  | SFSFL                           | Greek-American                  | 1                               |                   | CA  | Los Angeles Zamora | 0                  |                    |  |  |                 |                 |                 |  |
|  |                                 |                                 |                                 |                   | CA  | Los Angeles Zamora | 0                  |                    |  |  |                 |                 |                 |  |
|  |                                 |                                 | NESSL                           | Brooklyn Italians | 4   |                    |                    |                    |  |  |                 |                 |                 |  |
|  | USASA                           | German-Hungarian                | NESSL                           | Brooklyn Italians | 4   | 3                  |                    |                    |  |  |                 |                 |                 |  |
|  | USASA                           | German-Hungarian                |                                 |                   |     |                    |                    |                    |  |  |                 |                 |                 |  |
|  | NESSL                           | Brooklyn Italians               | 5                               |                   |     |                    |                    |                    |  |  |                 |                 |                 |  |

## Premiação
| U.S. Open Cup de 1990          |
| ------------------------------ |
| AAC EAGLES Campeão (1º título) |